# Yvon Crenn
Pour les articles homonymes, voir Crenn.
Yvon Crenn est un acteur, directeur de production et producteur français né en 1947.

## Biographie
En décembre 1997, il a créé la société de production Y.M.C Productions.

## Filmographie sélective
- 1972 : Pouchkine (d'après l'œuvre d'Henri Troyat), téléfilm de Jean-Paul Roux : le journaliste
- 1993 : Mazeppa de Bartabas
- 1993 : Trois Couleurs : Blanc de Krzysztof Kieślowski
- 1994 : L’Enfer de Claude Chabrol
- 1994 : Trois Couleurs : Rouge de Krzysztof Kieślowski
- 1994 : Un été inoubliable de Lucian Pintilie
- 1994 : En mai, fais ce qu'il te plaît
- 1994 : Les Aventures d’Ivan Tchonkine
- 1995 : L’Appât de Bertrand Tavernier
- 1995 : La Cérémonie de Claude Chabrol
- 1996 : Capitaine Conan de Bertrand Tavernier : Ordonnance Floch
- 1996 : Tonka
- 1996 : Carmin profond
- 1996 : Les Médiateurs du Pacifique
- 1997 : Rien ne va plus de Claude Chabrol : Mafioso
- 1999 : Petits Frères de Jacques Doillon
- 1999 : Au cœur du mensonge de Claude Chabrol: Le maire de St. Malo
- 2000 : Signs and Wonders
- 2000 : Code inconnu de Michael Haneke
- 2001 : L’Après-midi d’un tortionnaire
- 2002 : 18 ans après de Coline Serreau
- 2002 : La Chair est triste
- 2003 : La Fleur du mal dee Claude Chabrol : Yves Pouët
- 2003 : Confidences trop intimes de Patrice Leconte
- 2003 : El Kotbia
- 2004 : Si cinq rois valaient cette dame
- 2004 : Le Couperet de Costa-Gavras
- 2005 : Président
- 2005 : De qui me moque-je ?
- 2007 : Un homme perdu de Danielle Arbid
- 2007 : Si c’était lui… de Anne-Marie Etienne
- 2007 : Aide-toi, le ciel t’aidera de François Dupeyron
- 2007 : Les Témoins d'André Téchiné
- 2009 : Le code a changé de Danièle Thompson
- 2010 : Le Bruit des glaçons de Bertrand Blier : Le chauffeur de taxi - également directeur de production
- 2013 : 9 mois ferme d'Albert Dupontel - directeur de production

## Théâtre
- 1967 : Arlequin valet de deux maîtres de Carlo Goldoni, mise en scène Jean-Louis Thamin, Théâtre de la Gaîté-Montparnasse